# پلیمر فروالکتریک
پلیمرهای فروالکتریک گروهی از پلیمرهای قطبی کریستالی هستند که فروالکتریک نیز هستند، به این معنی که آنها یک قطبش الکتریکی دائمی را حفظ می کنند که می تواند معکوس شود یا در یک میدان الکتریکی خارجی عوض شود.

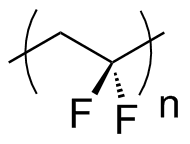
شکل 1: ساختار پلی (وینیلیدین فلوراید)

پلیمرهای فروالکتریک، مانند پلی‌وینیلیدین فلوراید (PVDF)، در مبدل‌های صوتی و عملگرهای الکترومکانیکی به دلیل رفتار پیزوالکتریک ذاتی‌شان، و به‌عنوان حسگرهای حرارتی به دلیل رفتار پیروالکتریک ذاتی‌شان استفاده می‌شوند.

## پس زمینه
اولین بار در سال 1971 گزارش شد، پلیمرهای فروالکتریک زنجیره های پلیمری هستند که باید رفتار فروالکتریک از خود نشان دهند، از این رو رفتار پیزوالکتریک و پیروالکتریک دارند.

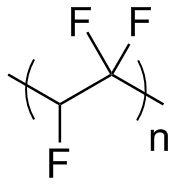
شکل 2: ساختار پلی تری فلوئورواتیلن

یک پلیمر فروالکتریک باید دارای قطبش الکتریکی دائمی باشد که می تواند بارها و بارها توسط یک میدان الکتریکی مخالف معکوس شود. در پلیمر، دوقطبی ها می توانند به طور تصادفی جهت دهی شوند، اما اعمال میدان الکتریکی دوقطبی ها را تراز می کند و منجر به رفتار فروالکتریک می شود. برای اینکه این اثر اتفاق بیفتد، ماده باید کمتر از دمای کوری خود باشد. بالاتر از دمای کوری، پلیمر رفتار پاراالکتریک از خود نشان می‌دهد که اجازه رفتار فروالکتریک را نمی‌دهد زیرا میدان‌های الکتریکی همسو نمی‌شوند.
پیامد رفتار فروالکتریک منجر به رفتار پیزوالکتریک می‌شود، که در آن پلیمر در هنگام اعمال تنش، میدان الکتریکی ایجاد می‌کند یا با اعمال میدان الکتریکی، شکل خود را تغییر می‌دهد. این به عنوان کوچک شدن یا تغییر در ساختار پلیمر در یک میدان الکتریکی در نظر گرفته می شود؛ که با کشش و فشرده سازی پلیمر، میدان های الکتریکی تولید شده را می توان اندازه گیری کرد. رفتار پیروالکتریک از تغییر دما ناشی می شود که باعث رفتار الکتریکی مواد می شود. در حالی که تنها رفتار فروالکتریک برای یک پلیمر فروالکتریک مورد نیاز است، پلیمرهای فروالکتریک فعلی رفتار پیروالکتریک و پیزوالکتریک را نیز نشان می دهند.
برای داشتن پلاریزاسیون الکتریکی که بتوان آن را معکوس کرد، پلیمرهای فروالکتریک اغلب مانند سایر مواد فروالکتریک کریستالی هستند. خواص فروالکتریک از الکترت ها به دست می آید که به عنوان یک جسم دی الکتریک تعریف می شود که با اعمال میدان الکتریکی و گرما قطبی می شود. پلیمرهای فروالکتریک از این نظر متفاوت هستند که کل بدن تحت پلاریزاسیون قرار می گیرد و نیاز به گرما ضروری نیست. اگرچه آنها با الکترت تفاوت دارند، اما اغلب به آنها الکترت گفته می شود. پلیمرهای فروالکتریک در دسته ای از مواد فروالکتریک قرار می گیرند که به عنوان مواد "نظم-بی نظم" شناخته می شوند. این ماده از دوقطبی های تصادفی جهت دار که پاراالکتریک هستند، به دوقطبی های مرتب شده که فروالکتریک می شوند، تغییر می کنند.
پس از کشف PVDF، بسیاری از پلیمرهای دیگر که حاوی خواص فروالکتریک، پیزوالکتریک و پیروالکتریک هستند، مورد بررسی قرار گرفتند. در ابتدا ترکیبات و کوپلیمرهای مختلف PVDF، مانند پلی وینیلیدین فلورید با پلی (متیل متاکریلات) کشف شد.
ساختارهای دیگری مانند پلی تری فلوئورواتیلن و نایلون با اعداد فرد دارای خواص فروالکتریک کشف شدند.

## تاریخچه

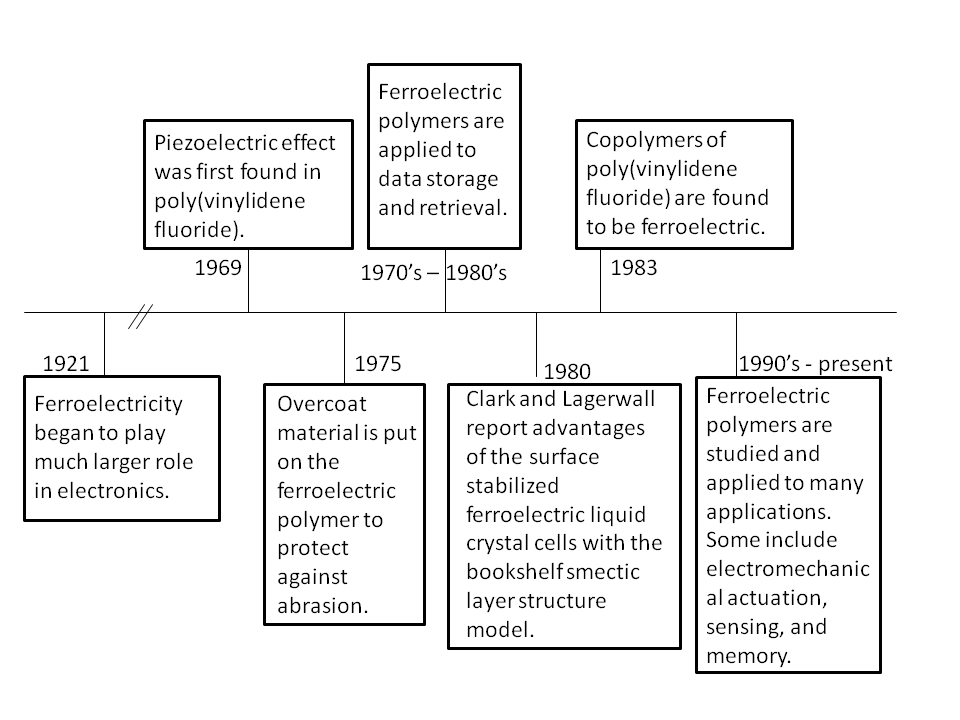
شکل 3: جدول زمانی مختصر که رویدادهای مهمی را که در تاریخچه پیزوالکتریک و پلیمر فروالکتریک رخ داده اند را توصیف می کند.

مفهوم فروالکتریکی برای اولین بار در سال 1921 کشف شد. این پدیده در دهه 1950 پس از افزایش استفاده از BaTiO3، نقش بسیار بزرگتری در کاربردهای الکترونیکی بازی کرد. این ماده فروالکتریک بخشی از ساختار هشت وجهی اکسیژن به اشتراک گذاری گوشه است، اما فروالکتریک ها را نیز می توان به سه دسته دیگر دسته بندی کرد. این دسته بندی ها شامل پلیمرهای آلی، کامپوزیت های پلیمری سرامیکی و ترکیبات حاوی رادیکال های پیوند هیدروژنی است. بالاخره در سال 1969 کاوای برای اولین بار اثر پیزوالکتریک را در پلیمر پلی وینیلیدین فلوراید مشاهده کرد. دو سال بعد، خواص فروالکتریک همان پلیمر گزارش شد. در طول دهه‌های 1970 و 1980، این پلیمرها برای ذخیره‌سازی و بازیابی داده‌ها استفاده می‌شدند. متعاقباً، در دهه گذشته رشد فوق‌العاده‌ای در کاوش در علم مواد، فیزیک و فناوری پلی (پلی‌وینیلیدین فلورید) و دیگر پلیمرهای فلوئوردار وجود داشته است. کوپلیمر PVDF با تری فلوئورواتیلن و نایلون‌های فرد، پلیمرهای دیگری بودند که فروالکتریک بودنشان کشف شد. این امر تعدادی از برنامه های کاربردی در حال توسعه را در مورد پیزوالکتریک و پیرالکتریک به پیش برد.

## پلی وینیلیدین فلوراید

### سنتز پلی وینیلیدین فلوراید (PVDF)
ساده ترین راه برای سنتز PVDF، پلیمریزاسیون رادیکال وینیلیدین فلوراید (VF2) است، با این حال، پلیمریزاسیون کاملاً منحصر به منطقه ای خاص نیست. ساختار نامتقارن VF2 منجر به ایزومرهای جهت گیری در طول پلیمریزاسیون می شود. پیکربندی مونومر در زنجیره می تواند "سر به سر" یا "سر به دم" باشد.

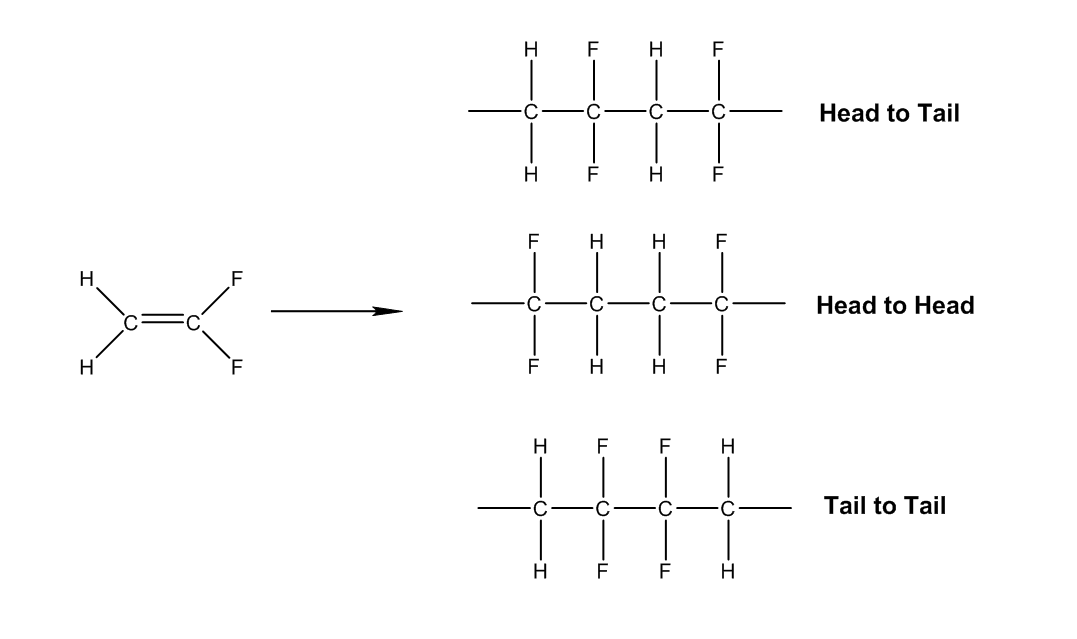
شکل 4: سه ایزومر جهت دار پلی وینیلیدین فلوراید

برای به دست آوردن کنترل بیشتر بر روی سنتز پلیمرهای منطقه ای، کوپلیمریزاسیون پیشنهاد شد. یکی از این روش ها، معرفی پلیمر پیش ساز ساخته شده از کوپلیمریزاسیون VF2 با 1-کلرو-2،2-دی فلوئورواتیلن (CVF2) یا 1-برومو-2،2-دی فلوئورواتیلن (BVF2) است. مونومرهای کلردار یا برومه شده در کربن CF2 خود با رشد رادیکال ∙CH2CF2– مورد حمله قرار می گیرند. پس از کلرزدایی احیا کننده یا برم زدایی با تری بوتیلین هیدرید، آنها به یک واحد VF2 معکوس در پلیمر نهایی تبدیل می شوند. بنابراین، یک منطقه ایزومر PVDF تشکیل می شود.

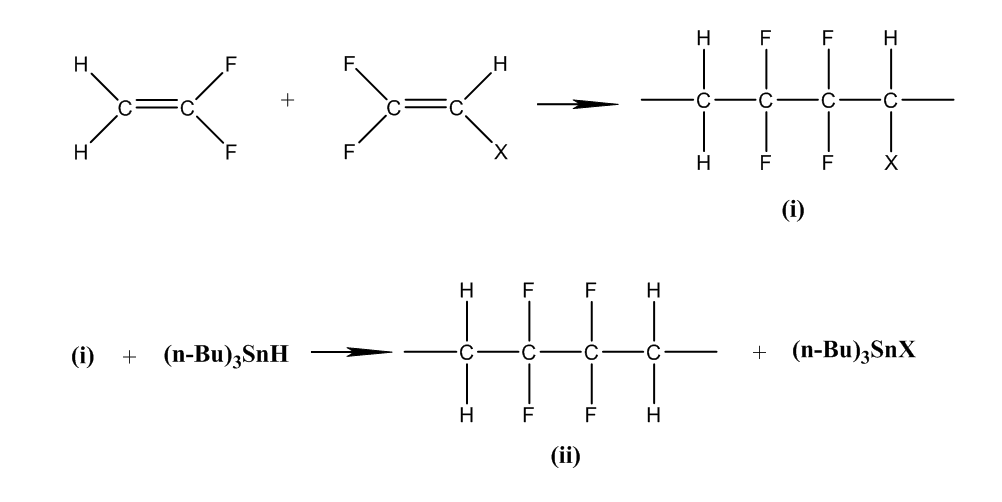
شکل 5: طرح سنتز پلیمرهای منطقه ای

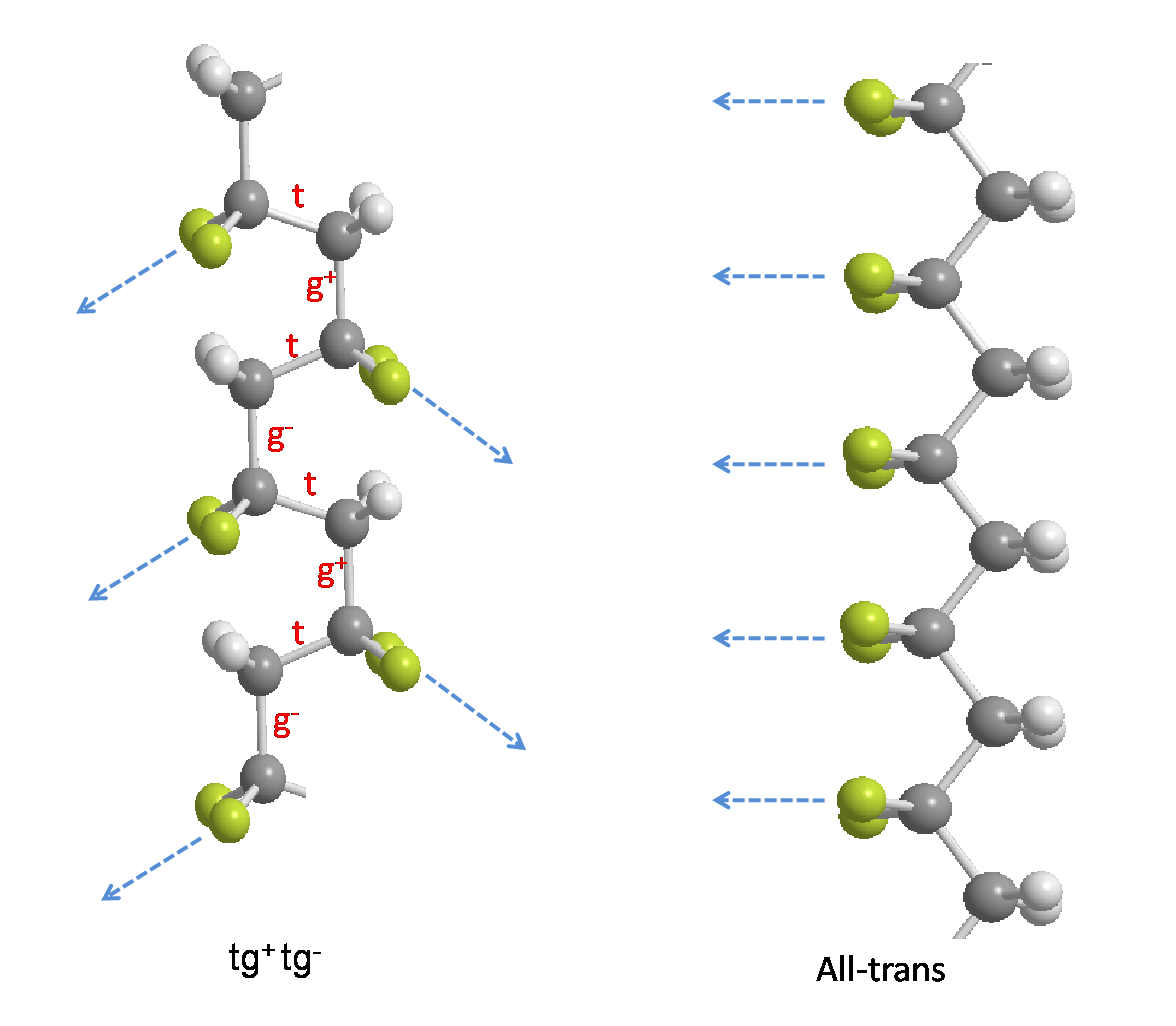
شکل 6: توصیف شماتیک از دو ترکیب رایج PVDF، سمت چپ tg^{+}tg^{−} و سمت راست تماماً ترانس است، کره زرد نشان دهنده اتم فلوئور، کره سفید نشان دهنده اتم هیدروژن و کره خاکستری نشان دهنده اتم کربن است.

### مطالعه ساختار PVDF
برای به حداقل رساندن انرژی پتانسیل زنجیره های ناشی از برهمکنش های فضایی و الکترواستاتیک داخلی، چرخش در مورد پیوندهای منفرد در زنجیره PVDF اتفاق می افتد. دو آرایش پیوند پیچشی مطلوب وجود دارد: ترانس (t) و گاوش± (g±). در مورد "t"، جانشین ها در 180 درجه نسبت به یکدیگر قرار دارند. در مورد "g±"، جانشین ها در 60± درجه نسبت به یکدیگر قرار دارند. مولکول‌های PVDF حاوی دو اتم هیدروژن و دو اتم فلوئور در هر واحد تکراری هستند، بنابراین می‌توانند ترکیب‌های متعددی را انتخاب کنند. با این حال، موانع چرخشی نسبتاً زیاد هستند، زنجیره‌ها را می‌توان به شکل‌های مطلوبی به غیر از کمترین انرژی تثبیت کرد. سه ترکیب شناخته شده PVDF عبارتند از تمام ترانس، tg+tg− و tttg+tttg−. دو ترکیب اول رایج ترین آنها هستند و در شکل سمت چپ ترسیم شده اند. در ترکیب tg+tg−، تمایل دوقطبی ها به محور زنجیره منجر به مولفه های قطبی هر دو عمود (4.0 × 10−30 سانتی متر در هر تکرار) و موازی با زنجیره (3.4 × 10−30 سانتی متر در هر تکرار) می شود. در ساختار تمام ترانس، هم ترازی تمام دوقطبی های آن در یک جهت عادی با محور زنجیره است. به این ترتیب، می توان انتظار داشت که تمام ترانس قطبی ترین ترکیب در PVDF باشد (7.× 10-30 سانتی متر در هر تکرار). این ترکیبات قطبی عوامل مهمی هستند که منجر به خواص فروالکتریک می شوند.

## تحقیق جاری
پلیمرهای فروالکتریک و سایر مواد در بسیاری از کاربردها گنجانده شده اند، اما هنوز تحقیقات پیشرفته ای در حال انجام است. به عنوان مثال، تحقیقاتی در مورد کامپوزیت های پلیمری فروالکتریک جدید با ثابت دی الکتریک بالا در حال انجام است. پلیمرهای فروالکتریک، مانند پلی وینیلیدن فلوراید و پلی[وینیلیدین فلوراید-کو-تری فلوئورواتیلن]، برای بسیاری از کاربردها بسیار جذاب هستند زیرا رفتارهای پیزوالکتریک و پیروالکتریک خوب و مقاومت صوتی کم را نشان می دهند که با آب و پوست انسان مطابقت دارد. مهمتر از آن، می توانند برای برآورده کردن نیازهای مختلف طراحی بشوند. یک رویکرد رایج برای افزایش ثابت دی الکتریک، پراکندگی پودر سرامیکی با ثابت دی الکتریک بالا در پلیمرها است. پودرهای سرامیکی محبوب مجتمع های مبتنی بر سرب مانند تند. این می تواند ضرر رسان باشد زیرا سرب می تواند به طور PbTiO
3بالقوه مضر باشد و در بارگذاری ذرات بالا، پلیمرها انعطاف پذیری خود را از دست می دهند و یک کامپوزیت با کیفیت پایین به دست می آید. پیشرفت‌های کنونی از روش ترکیبی برای ساخت کامپوزیت‌هایی استفاده می‌کنند که بر اساس ترکیب ساده PVDF و پودرهای فلزی ارزان‌قیمت هستند. به طور خاص، پودرهای نیکل برای ساخت کامپوزیت ها استفاده شد. ثابت دی الکتریک از مقادیر کمتر از 10 تا تقریبا 400 افزایش یافته است. این افزایش بزرگ توسط نظریه تراوش توضیح داده می شود.
از این مواد فروالکتریک به عنوان حسگر نیز استفاده شده است. به طور خاص، این نوع پلیمرها برای سنسورهای فشار بالا و فشار ضربه ای استفاده شده است. کشف شده است که پلیمرهای فروالکتریک پس از اعمال تنش، پیزولومینسانس را نشان می دهند. پیزولومینسانس در موادی که پیزوالکتریک هستند جستجو شده است.

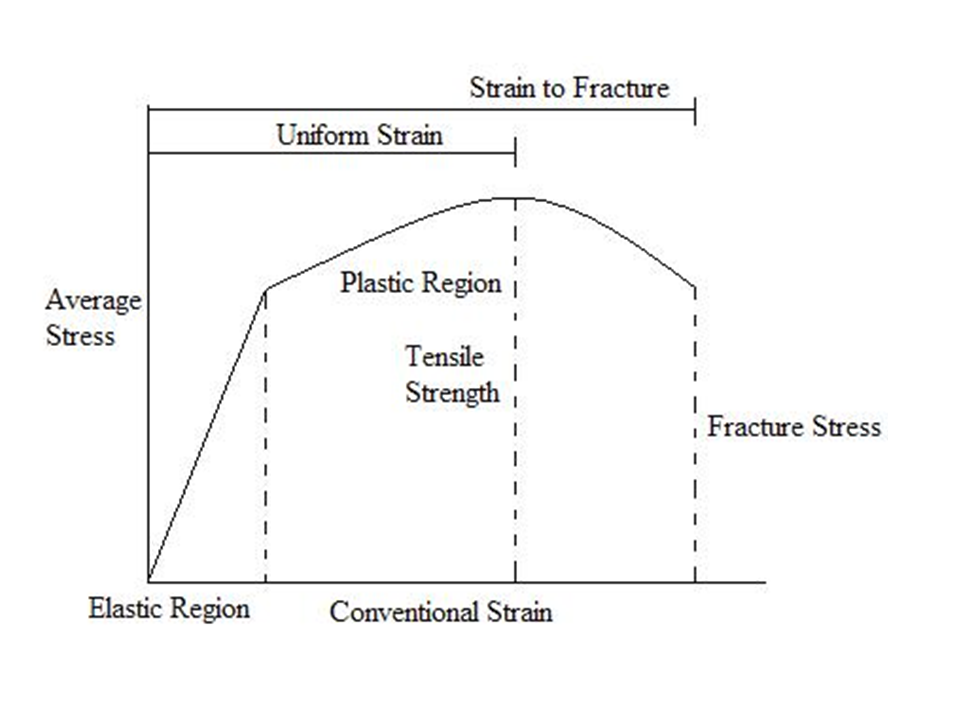
شکل 7: منحنی تنش-کرنش که مناطق مختلف را نشان می دهد. نوری که در شکستگی دیده می شود به عنوان تریبولومینسانس و نور ساطع شده در رژیم الاستیک به عنوان پیزولومینسانس شناخته می شود.

تشخیص دادن چندین منطقه در یک منحنی تنش-کرنش معمولی برای یک ماده جامد، مفید است. سه منطقه منحنی تنش-کرنش شامل الاستیک، پلاستیک و شکستگی است. نور ساطع شده در رژیم الاستیک پیزولومینسانس شناخته شده است. شکل 7 منحنی تنش-کرنش کلی را نشان می دهد.
این نوع پلیمرها در کاربردهای زیست پزشکی و روباتیک و پلیمرهای کریستالی مایع نقش داشته اند. در سال 1974، آر. بی. میر فروالکتریکی را در کریستال های مایع اسمکتیک کایرال با شرایط تقارن خالص پیش بینی کرد. اندکی پس از آن، کلارک و لاگروال کار بر روی اثر سریع الکترواپتیکی، در ساختار بلور مایع فروالکتریک (SSFLC) تثبیت شده با سطح انجام دادند. این امکان امیدوارکننده ای را برای کاربردهای فنی کریستال های مایع فروالکتریک در دستگاه های نمایشگر با اطلاعات بالا باز کرد. از طریق تحقیقات کاربردی، نشان داده شد که ساختار SSFLC در مقایسه با نمایشگرهای کریستال مایع نماتیکی که معمولاً مورد استفاده قرار می‌گیرند، زمان سوئیچینگ و رفتار دوپایی سریع‌تری دارد. در همان دوره زمانی، اولین پلیمرهای کریستالی مایع زنجیره جانبی (SCLCP) سنتز شدند. این پلیمرهای شانه مانند دارای زنجیره های جانبی مزوژنیک هستند که به صورت کووالانسی (از طریق واحدهای فاصله دهنده انعطاف پذیر) به ستون فقرات پلیمری متصل می شوند. مهمترین ویژگی SCLCPها حالت شیشه ای آنهاست. به عبارت دیگر، این پلیمرها هنگامی که زیر دمای انتقال شیشه‌ای سرد می‌شوند، در امتداد یک محور حالت مرتب «یخ‌زده» دارند. این برای تحقیق در زمینه دستگاه های ذخیره سازی داده های نوری و نوری غیرخطی مفید است. نقطه ضعف این است که این SCLCP ها به دلیل ویسکوزیته چرخشی بالا از زمان تعویض کند خود رنج می برند.

## کاربردها

### حافظه غیر فرار
ماده فروالکتریک خاصیت حلقه پلاریزاسیون – میدان الکتریکی – پسماند را نشان می‌دهد که مربوط به «حافظه» است. یکی از کاربردها، ادغام فیلم های پلیمری فروالکتریک لانگمویر-بلاجت (LB) با فناوری نیمه هادی برای تولید حافظه با دسترسی تصادفی فروالکتریک غیرفرار و دستگاه های ذخیره سازی داده است. تحقیقات اخیر با فیلم‌های LB و فیلم‌های مرسوم‌تر با حلال نشان می‌دهند که کوپلیمرهای VDF (شامل 70٪ وینیلیدین فلوراید (VDF) و 30٪ تری فلوئورواتیلن (TrFE)) مواد قابل اعتمادی برای کاربردهای حافظه غیرفرار هستند. این دستگاه به شکل حافظه خازنی فلز - فروالکتریک - عایق - نیمه هادی (MFIS) ساخته شده است. نتایج نشان داد که فیلم‌های LB می‌توانند دستگاه‌هایی را با عملکرد ولتاژ پایین ارائه دهند.
شرکت Thin Film Electronics با موفقیت حافظه‌های غیرفرار چاپ شده رول به رول را بر اساس پلیمرهای فروالکتریک در سال 2009 نشان داد.

### مبدل ها
اثر فروالکتریک همیشه نیروی مختلف را به خواص الکتریکی مرتبط می کند که می تواند در مبدل ها اعمال شود. انعطاف پذیری و هزینه کم پلیمرها کاربرد پلیمرهای فروالکتریک در مبدل ها را تسهیل می کند. پیکربندی دستگاه ساده است، معمولاً از یک قطعه فیلم فروالکتریک با یک الکترود در سطوح بالا و پایین تشکیل شده است. تماس با دو الکترود طراحی را تکمیل می کند.

#### حسگرها
هنگامی که دستگاه به عنوان یک سنسور عمل می کند، یک نیروی مکانیکی یا صوتی که به یکی از سطوح وارد می شود باعث فشرده شدن مواد می شود در نتیجه از طریق اثر مستقیم پیزوالکتریک، ولتاژی بین الکترودها ایجاد می شود.

#### عملگرها
در عملگرها، ولتاژ اعمال شده بین الکترودها از طریق اثر پیزوالکتریک معکوس باعث ایجاد فشار بر روی فیلم می شود.
ثابت شده است که مبدل های نرم به شکل فوم های پلیمری فروالکتریک پتانسیل بالایی دارند.